# Altlacher Hochkopf
Der Altlacher Hochkopf ist ein 1328 m hoher Berg in den Bayerischen Voralpen südlich des Walchensees im Gemeindegebiet der Jachenau.
Der dicht bewaldete Gipfel ist durch eine einfache Bergwanderung von Altlach am Walchensee (815 m) über die Hochkopfhütte (1299 m) zu erreichen, die 230 Meter westlich und 28 Meter unterhalb des Gipfels liegt. Die Hochkopfhütte wurde um 1850 von König Max II. von Bayern als Jagdhütte errichtet. Später nutzte sie sein Sohn König Ludwig II. Die Hütte ist im Besitz der Bayerischen Staatsforsten; zurzeit (2021) ist sie an die DAV-Sektion Vierseenland verpachtet und wird von dieser als nichtöffentliche Selbstversorgerhütte genutzt.

## König Ludwig II. und Richard Wagner auf dem Hochkopf
Ludwig II. weilte im Juli 1865 auf dem Hochkopf und schrieb von dort am 19. Juli an Richard Wagner:
„Hier wohne ich in einer stillen und trauten Hütte, umgeben von herrlichen Tannen mit frischem Grün geschmückt ...“.
Und am 4. August: „Wann gedenkt mein Freund nach dem Hochkopfe zu gehen, nach des Waldes würz'gen Lüften?“ (König Ludwig und Richard Wagner nannten den Berg immer nur den „Hochkopf“).
Tatsächlich hielt sich Wagner dann vom 9. bis zum 20. August 1865 in der Hütte auf, nur begleitet von seinem Diener Franz Mrazek und seinem „guten alten Hund“ Pohl. Schon am 8. August hatte Wagner an König Ludwig geschrieben: „Ich nehme viel zu schreiben mit, an der Partitur des Siegfried“. Auf dem Hochkopf angekommen, schrieb er am 10.8. dem König: „Wie unbeschreiblich schön ist es hier ... nichts konnte mir so heilsam sein ...“. Am selben Tag begann Wagner mit Eintragungen in seinem Braunen Buch, einem Tagebuch, das für Cosima (noch „von Bülow“) bestimmt war. Er schreibt, nicht so euphorisch, vom „mühseligen Aufsteigen“ und dass er in der Hütte kein Wasser fand. Und dann wurde das Wetter schlecht, Wagner erkrankte und konnte wenig arbeiten. Immerhin schreibt er am 17.8. „Heut’ endlich soll es wieder an die Partitur des Siegfried gehen“ und später (am selben Tag) ... „Dafür habe ich an Siegfried sauber geschrieben: der Zauber ist gelöst.“
Am 21. Juni 1867 (also fast zwei Jahre später) schreibt Ludwig vom Hochkopf aus an Wagner:
„Gestern begab ich mich ... hieher nach dem abgeschiedenen, trauten Hochkopf, wo ich auflebe in wonniger Einsamkeit, fern der Welt, die stets mich verkennt und mit der auch ich mich nie und nimmer befreunden kann und will. – Warum diese stille, einfache Hütte mir werth u. theuer ist, und zwar werther als alle königlichen Schlösser mit ihrem Glanz und hohlen Prunk, brauche ich dem Theuren wohl kaum zu sagen; denn die traute Stätte war ja auch für Ihn ein Zufluchtsort ... Heilig ist mir diese Hütte … seit sie gewürdigt ward, mein theuerstes, höchstes Gut [Wagner] zu bergen und zu schirmen ...“

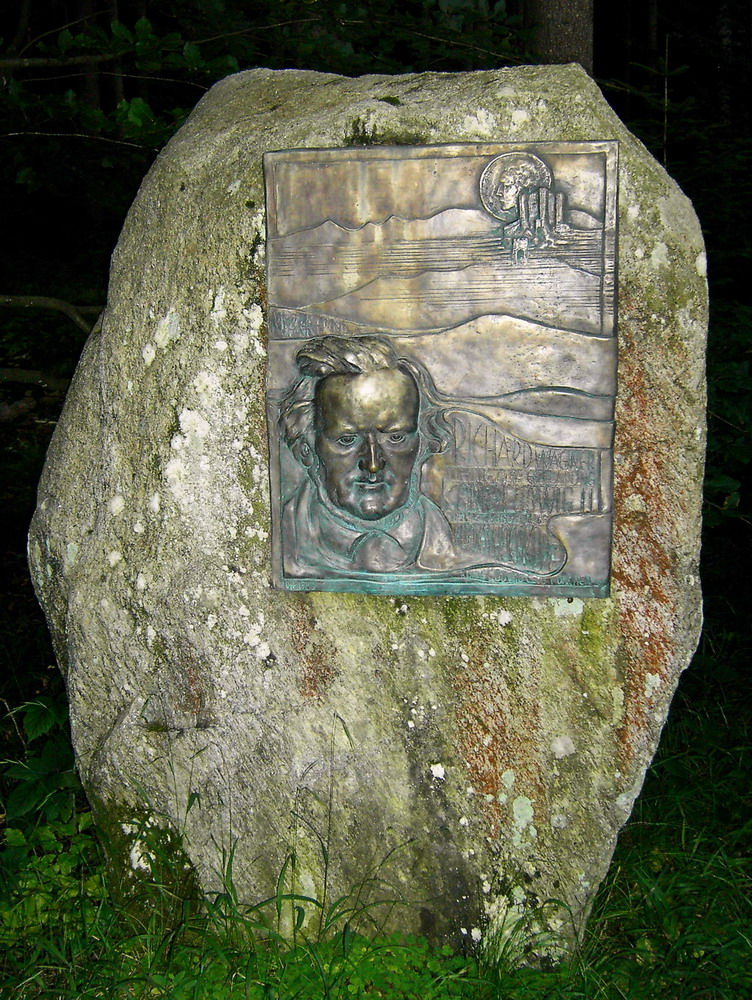
Richard-Wagner-Denkmal bei Altlach am Walchenseesüdufer

Eine Gedenktafel aus Bronze – gestiftet vom König Ludwig Club München – auf einem mächtigen Granit-Findling erinnert seit dem 15. Oktober 1983 in Altlach am Beginn des Aufstiegs zur Hütte an Wagners Aufenthalt dort oben. Nach einer Idee von Hannes Heindl wurde das Denkmal von Bildhauer Hans Friedrich Hoff und Erzgießer Werner Braun geschaffen. Der Granit wurde durch einen Nebenarm des eiszeitlichen Inntalgletschers in das Isartal getragen und in Nähe der Achner-Alm zwischen Vorderriß und Sylvensteinspeicher im Waldstück der Jachenauer Söldner H. Müller und F. Schellhorn abgelagert. Dort entdeckte den 6 Tonnen schweren Stein Forstoberinspektor Kubiczek vom Forstamt Fall. Der damalige Bürgermeister von Jachenau, Benedikt Riesch, organisierte den unentgeltlichen Transport des Steins durch die Fa. Kilian Willibald aus Schlegldorf/Lenggries und dessen Setzung durch die Bauhütte der Bayernwerk AG auf dem Grund der Familie Bräu von Altlach.